# Rubus furvicolor
Rubus furvicolor es una especie de planta del género Rubus, perteneciente a la familia Rosaceae.

## Taxonomía
Rubus furvicolor fue descrita por Wilhelm Olbers Focke en 1914.

## Distribución
Se encuentra en el territorio de Gran Bretaña.